# Марина ди Камерота (Салерно)
Марина ди Камерота (итал. Marina di Camerota) је насеље у Италији у округу Салерно, региону Кампанија.
Према процени из 2011. у насељу је живело 2674 становника. Насеље се налази на надморској висини од 42 м.